# چراغلو
چراغلو یکی از روستاهای استان آذربایجان شرقی است که در دهستان رودقات بخش صوفیان شهرستان شبستر واقع شده‌است. این روستا از سمت شمال با روستاهای آلوچه‌ملک و تازه‌کند و از سمت جنوب با روستای موجومبار همسایه‌است.
آب‌وهوای این روستا کوهستانی و معتدل است و ۳۵۸ تن جمعیت دارد. آب آن از چشمه تأمین می‌شود. محصولات کشاورزی شامل غلات و حبوبات است. شغل اصلی اهالی زراعت و دامداری است و صنایع دستی رایج در روستا شامل گلیم‌بافی می‌باشد. راه ارتباطی روستا مال‌رو است.